# Ferula parva
Ferula parva là một loài thực vật có hoa trong họ Hoa tán. Loài này được Freyn & Bornm. mô tả khoa học đầu tiên năm 1892.